# Stipa verticillata
Stipa verticillata là một loài thực vật có hoa trong họ Hòa thảo. Loài này được Nees ex Spreng. miêu tả khoa học đầu tiên năm 1827.